# Saint-Quay-Portrieux
Saint-Quay-Portrieux is een gemeente in het Franse departement Côtes-d'Armor, in de regio Bretagne. De plaats maakt deel uit van het arrondissement Saint-Brieuc. Saint-Quay-Portrieux telde op 1 januari 2022 3.253 inwoners.

## Geografie
De oppervlakte van Saint-Quay-Portrieux bedraagt 3,87 km², de bevolkingsdichtheid is 806 inwoners per km² (per 1 januari 2019).
De onderstaande kaart toont de ligging van Saint-Quay-Portrieux met de belangrijkste infrastructuur en aangrenzende gemeenten.

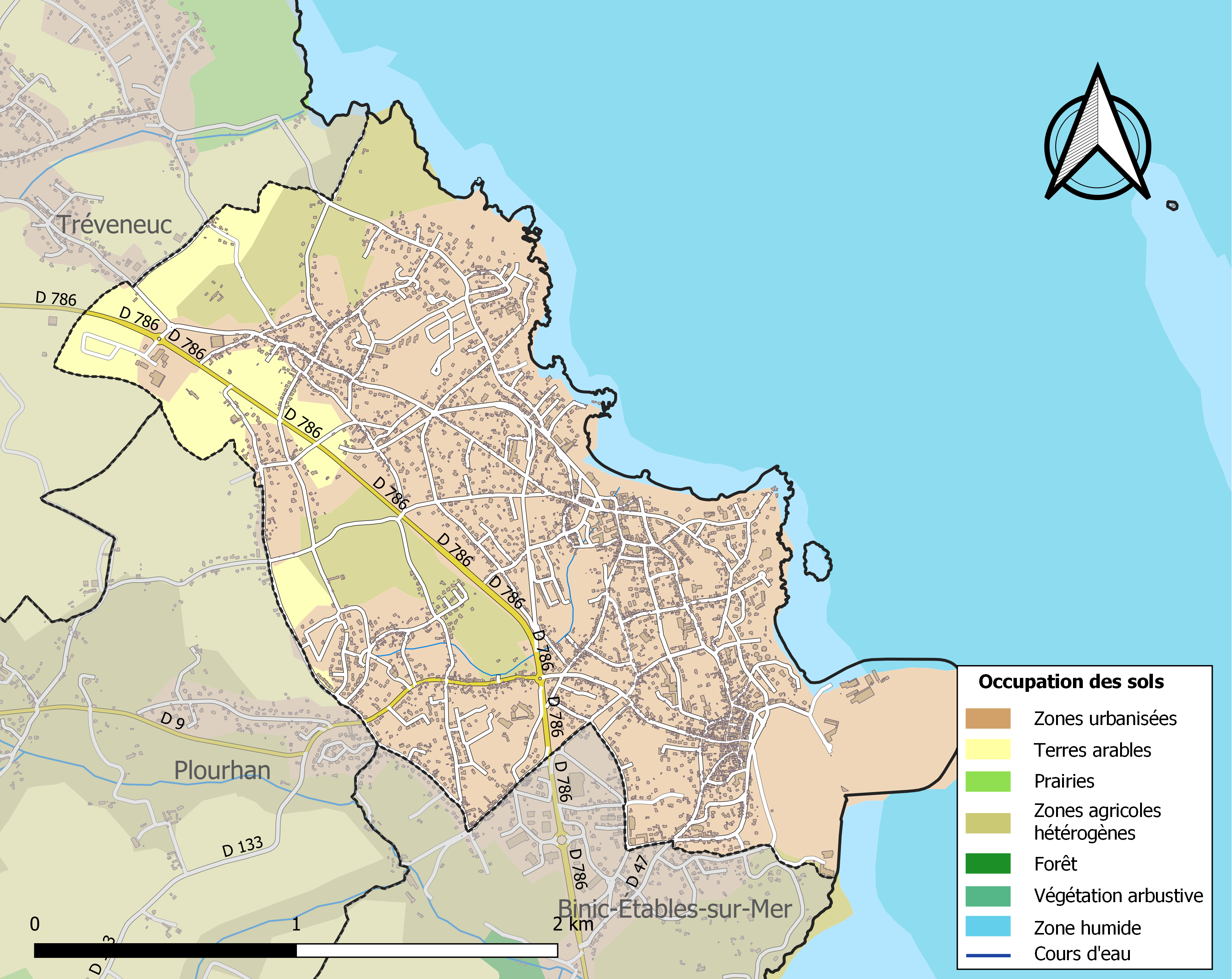

## Demografie
Onderstaande figuur toont het verloop van het inwonertal (bron: INSEE-tellingen). 